# Bazilika svatého Jiljí (Bardejov)
Bazilika svatého Jiljí (slovensky Bazilika svätého Egídia) v Bardejově je gotická sakrální stavba nacházející se v severní části Radničního náměstí tohoto okresního města v Prešovském kraji.

## Historie
Počátky chrámu sahají do 13. století. Z tohoto období pochází patronát chrámu. Kolem roku 1206 se na tomto místě usadili cisterciáčtí mniši z polské Koprzywnice a založili zde klášter zasvěcený svatému Jiljí. Královská listina z roku 1247, kterou král Béla IV. potvrdil řádu vlastnictví jejich rozsáhlých pozemků v okolí Bardejova ("Terra Bardfa"), obsahuje první zmínku o existenci kostela na tomto území. V důsledku náhlých změn však cisterciáci v druhé polovině 13. století (kolem r. 1271) toto místo opustili.
Začátkem 14. století se na opuštěném území usadili němečtí kolonisté. Z královské listiny Karla Roberta I. z Anjou z roku 1320, kterou se usedlíkům přiznávají privilegia při placení daní, je zřejmé, že zde působil farář. Existenci chrámu potvrzuje i listina Karlova syna a nástupce Ludvíka I. Velkého z Anjou z roku 1352, kterou král povolil řízení výročního jarmarku po dni sv. Jiljí. Stavba dnešního chrámu začala v polovině 14. století a výstavba jeho bazilikální části – hlavní a bočních lodí – byla ukončena v roce 1415. V letech 1420–1427 byla vybudována věž chrámu. Kostel se v roce 1427 připomíná jako trojlodní bazilika s jednoduchými arkádami.
Důkazem, že zde existoval chrám, který měl oltář, jsou nejstarší plastiky z dnes již neexistujícího oltáře z období let 1390–1400, umístěné v současnosti v oltáři sv. Anny (Panna Maria s dítětem na rukou, sv. Margita, sv. Kateřina a sv. Dorota).
V roce 1448 se začalo na popud městských radních s rozšířením a přestavbou chrámu. Podle smlouvy s městem přestavbu začal kamenický mistr Mikuláš. Měl postavit především presbytář. Klenba, která ho zastřešovala, se pravděpodobně v důsledku statických poruch zhroutila. Na její opravu se nabízel v roce 1464 další stavitel, Juraj ze Spišské Soboty. Bardejovští městští radní však na základě doporučení městské rady v Košicích dali přednost staviteli Štefanovi z Košic, který v té době působil na stavbě košického dómu svaté Alžběty. Významný královský stavitel k základní trojlodní části přistavěl rozsáhlou svatyni, chór, sakristii a emporu nazývanou také kaple sv. Kateřiny, později Oratoř krále Matyáše. Výstavbu svatyně ukončil v roce 1464 novou klenbou. O rok později postavil na rozhraní nové svatyně a hlavní lodi unikátní kamenné pastoforium, patřící k nejvýznačnějším dílům autora i svého druhu uměleckých děl nacházejících se na území Slovenska. V roce 1466 postavil mistr Jakub z Nowého Sącze ve svatyni gotický hlavní oltář. Zachovala se však z něho pouze plastika sv. Jiljí nacházející se dnes v kapli Panny Marie. Z tohoto období pochází i bronzová křtitelnice.
Pod vedením místního stavitele Urbana, pravděpodobně Štefanova žáka, se v letech 1482–1486 uskutečnilo další rozšíření chrámu. V jižní části byly přistavěny tři kaple: Panny Marie, sv. Alžběty, nad hlavním vchodem, a sv. Ondřeje. V posledně jmenované se zachovaly ještě původní klenby. V roce 1486 byl odlit první velký zvon Ján. Mistr Urban začal také s přestavbou věže v jihozápadní části, ale dokončil ji v letech 1486–1494 Franklin Stemasek z Anspachu v Bavorsku. Tak se završila na konci 15. století výstavba jedné z nejvýznamnějších sakrálních staveb na Slovensku.
V dalších obdobích k podstatnějším stavebním změnám nedošlo. Renesanční úpravy bratrů Ludvíka a Bernarda Pelů z italského Lugana po roce 1580 se týkaly pouze jižní předsíně kostela. V roce 1584 odlil zvonař Jan z polského Tarnowa pro chrám jeden z největších zvonů na Slovensku – čtyřtunového Urbana.
Chrám postihly v průběhu staletí mnohé velké katastrofy: požáry v letech 1550, 1577, 1640, 1774 a 1878, zemětřesení v roce 1725, při kterém se zhroutila věž, a v roce 1836, kdy pukly na třech místech zdi kostela a nakonec bombardování v roku 1944. Po velkém požáru roku 1774 byl chrám až do roku 1898 bez věže. Po katastrofálním požáru na velikonoční pondělí roku 1878, kdy vyhořelo téměř celé město, se začala rozsáhlá oprava a rekonstrukce kostela.
V duchu puristických názorů ji od roku 1878 vedl architekt Imrich Steindl, po něm v roce 1899 Fridrich Schulek. V rámci regotizace byly odstraněny renesanční úpravy a nahradily je neogotické podle představ 19. století. Dostavěli věž, vnější omítku kostela rozčlenili hlubokými vrypy kvádrování, napodobujíce tak původní gotické kamenné zdivo. V interiéru se snažili výmalbu kostela přizpůsobit neogotickým dekorativním tendencím. Do chrámu byl postaven nový neogotický hlavní oltář a kazatelna, byly obnoveny pilíře a zdi hlavní lodi, nové zastřešení kaplí. Oprava trvala dvacet let a chrám byl přiveden do stavu, v jakém ho známe dnes.
Další stavební zásahy proběhly v 20. století v rámci stavebních rekonstrukcí. V letech 1957–1958 vyměnili nosnou část pastofória, v letech 1963–1964 opravili mohutnou střechu kostela. Následně bylo zrestaurovaných několik pozoruhodných výtvarných děl; v letech 1978–1979 zrestaurovali gotické nástěnné malby na jižní straně věže.
Roku 1990 pukly oba chrámové zvony – Urban a Jan. Během velké opravy chrámu, trvající od roku 1986 do roku 1999, byly v roce 1995 umístěny ve věži nové zvony. V roce 2001 u příležitosti vyhlášení chrámu bazilikou minor byl Jan nahrazen novým zvonem Josef s hmotností 700 kg.

## Popis

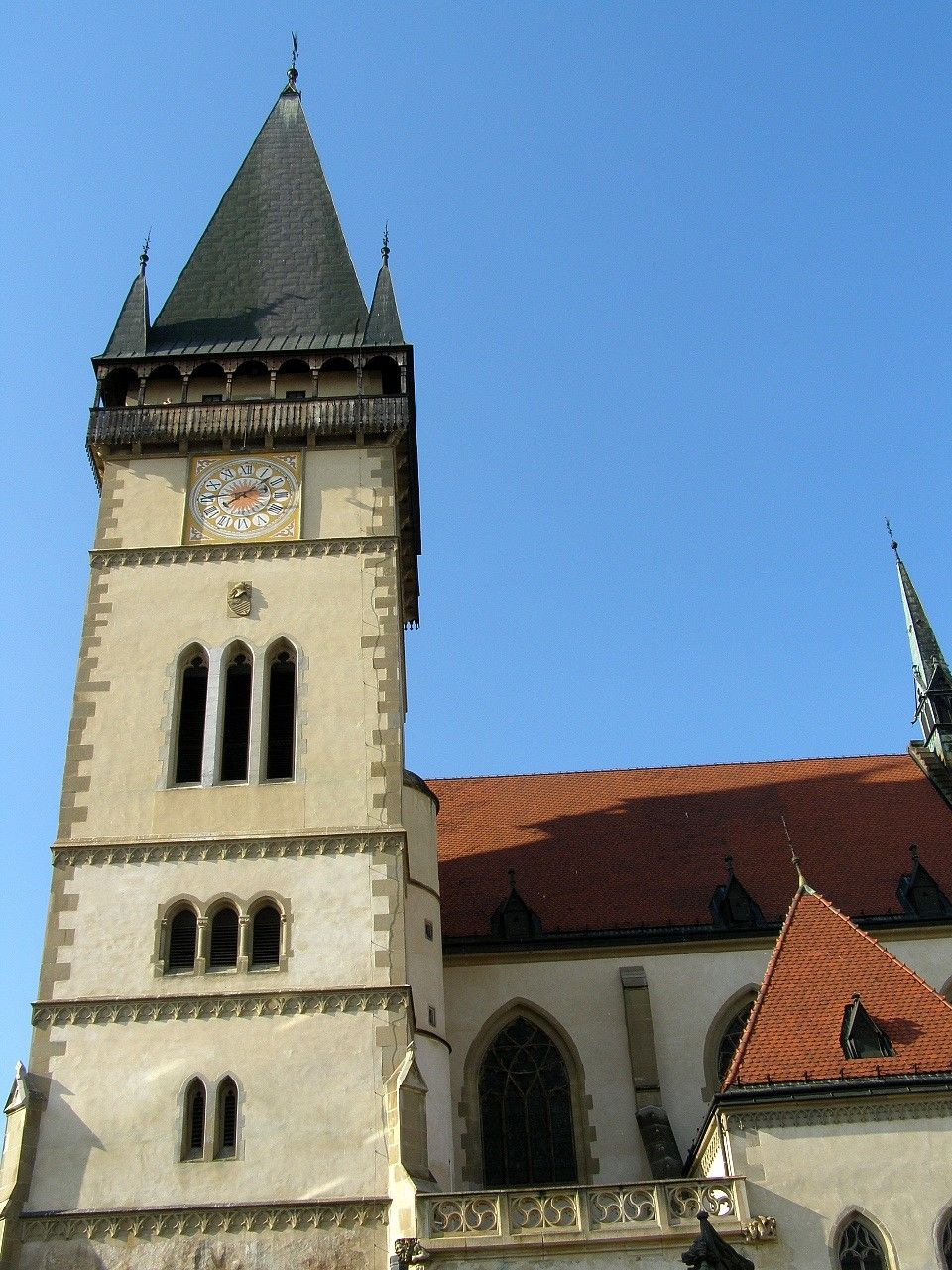
Věž chrámu sv. Jiljí s dřevěným ochozem pod střechou

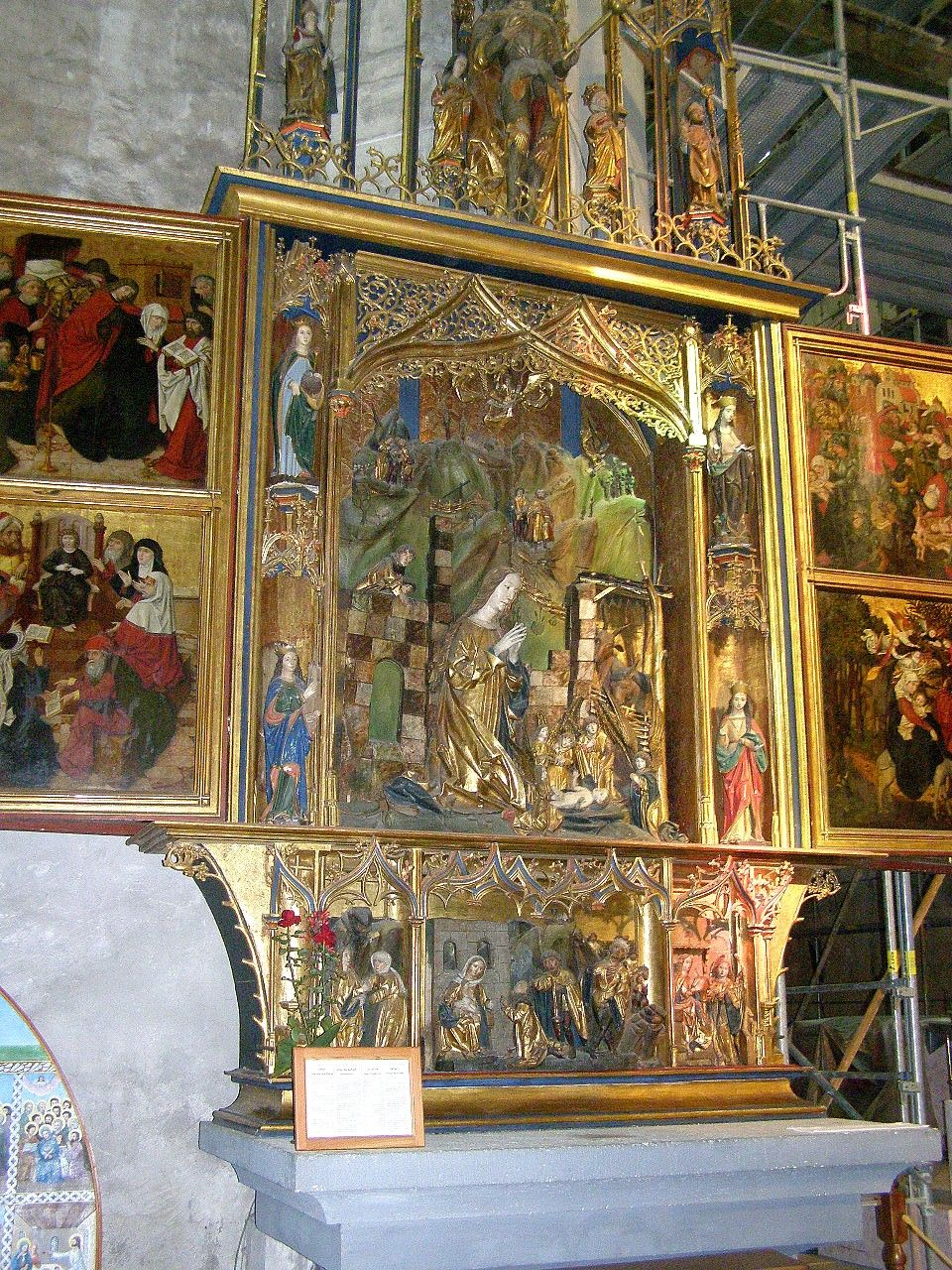
Oltář Narození Páně. V oltářní skříni je zobrazen motiv Narození. V přepážce jsou plastiky Zvěstování, Navštívení a Klanění tří králů

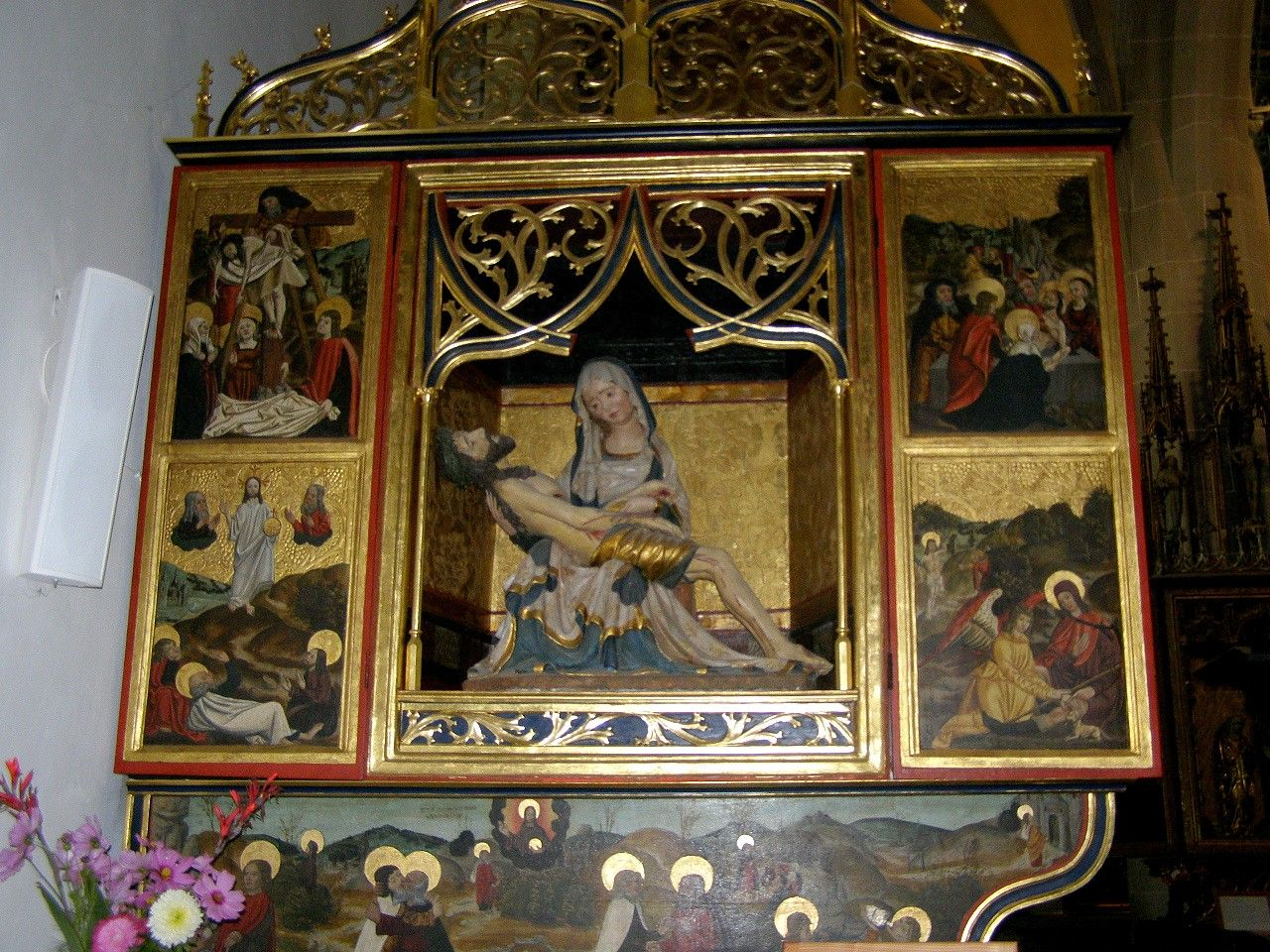
Plastika Piety v oltáři Sedmibolestné Panny Marie je zhotovena z pískovce

Chrám sv. Jiljí je trojlodní stavba bazilikálního typu s loděmi postavenými ve východo-západním směru a hlavním vchodem z jižní strany. Presbytář je ukončen polygonálním uzávěrem. Sakristie je přistavěna k severní stěně; na jižní straně se nachází předsíň se dvěma bočními kaplemi a nastavěnou třetí kaplí.
Presbytář je zaklenutý síťovou klenbou a od hlavní lodi ho odděluje vítězný oblouk doplněný sousoším Kalvárie z konce 15. století. Hlavní loď je zastřešena sedlovou střechou.
Na jihozápadním rohu se tyčí věž čtvercového půdorysu zakončená dřevěným arkádovým ochozem a zastřešená jehlanovou střechou, v rozích doplněnou čtveřicí malých stříšek.

### Oltáře
Kromě význačných architektonických hodnot je Bardejovský chrám pozoruhodný zejména vnitřním zařízením. Dominuje mu unikátní soubor jedenácti gotických křídlových oltářů z let 1440–1520 tvořících jedinečnou kolekci oltářů zachovaných na jednom místě a téměř i v původním rozmístění.
- Hlavní oltář svatého Jiljí – původní gotický hlavní oltář z roku 1466 se nedochoval. V roce 1655 ho nahradil raně barokní, který při regotizácii kostela v 19. století odstranili. Zachoval se z něj pouze ústřední obraz Snímání z kříže, zhotovený bardejovským malířem Petrem Stöckelem, kopií díla P. P. Rubense. Obraz se dnes nachází v severní boční lodi vedle oltáře Piety. V roce 1878 postavili na jeho místě současný neogotický oltář podle návrhu Imricha Steindla. Je dílem řezbářské dílny Mořice Hölzela, pražského rodáka, pověřeného obnovou vnitřního vybavení chrámu po požáru v roce 1878. Hlavní oltář kostela sv. Jiljí je považován za nejvýznamnější dílo této řezbářské dílny. Autorem malířské výzdoby oltáře byl maďarský umělec Gyula Aggházy. Hlavní oltář je se svou výškou sedmnáct metrů nejvyšším neogotickým oltářem na Slovensku. Dominují mu tři plastiky – uprostřed sv. Jiljí, po pravici sv. Štěpán a po levici sv. Ladislav. Oltář patřil cechu bardejovských tesařů.
- Oltář svatého Ondřeje (také Všech svatých) – pochází z let 1440–1460 a je jediným deskovým křídlovým oltářem z původního zařízení v chrámu. Na střední desce je sv. Ondřej, dole Madona, Kalvárie a Pieta, na křídlech postavy světců a světic, kristologický a mariánský cyklus, v trojúhelníkových štítcích a nástavci jsou postavy biskupů, proroků, sv. Jana Křtitele a výjev Klanění tří králů.
- Oltář svaté Barbory – křídlový gotický oltář z let 1450–1470, doplněný neogotickým nástavcem. V arše je plastika sv. Barbory , po stranách plastiky světic, na otevřených křídlech výjev Klanění tří králů a výjevy ze života světice, na zavřených Zvěstování, v předělu sousoší Stolice milosti z konce 15. století, po stranách plastiky sv. Jana a sv. Marka.
- Oltář svaté Alžběty vdovy – pochází z roku 1480; deskové malby zachycují výjevy ze života sv. Alžběty. Oltář patřil cechu bardejovských krejčích.
- Oltář Panny Marie (dříve oltář svaté Anny) – je z roku 1485, ale původ malých sošek v oltářní skříni se datuje do let 1390–1410. Oltářní křídla zachycují výjevy ze života sv. Anny a sv. Jáchyma. Skříň vyplňovala socha Panny Marie v náručí se synem, po stranách jsou plastiky světic: sv. Apolena, sv. Alžběty, sv. Barbory a sv. Doroty.
- Oltář Panny Marie, nazývaný Veroniky Magerové – z roku 1489. V arše jsou plastiky Madony s dítětem, po stranách plastiky světců, na otevřených křídlech jsou reliéfy ze života Panny Marie, na zavřených malby svatých: sv. Barbora a sv Kateřina, sv. Kosma a sv. Damián, sv. Uršula a sv. Alžběta, sv. Ondřej a sv. Erasmus.
- Oltář Narození Páně – pochází z období let 1480–1490; patří mezi nejkrásnější, nejcennější a umělecky nejhodnotnější křídlové oltáře na Slovensku. V minulosti ho daroval a opatroval cech bardejovských tkalců. Pozornost poutá na sebe nádherná dřevořezba klečící Bohorodičky jak svou velikostí, tak i provedením. Před ní se nachází novorozeně obklopené pěti anděly. V pozadí je město a skupina pastýřů s ovcemi a nad nimi se vznášejí andělé nesoucí stuhu s nápisem "Gloria in Exelsis Deo". Po boku skříně jsou sochy nejuctívanějších světic středověku: sv. Doroty, sv. Margity, sv. Barbory a sv. Kateřiny. Ve středu předěly je umístěna plastika Klanění tří králů a po stranách plastiky Zvěstování a Modlení svaté Alžběty. Deskové malby na křídlech, vytvořené podle rytin Martina Schongauera, malíře z Augsburgu, nám při svém otevření přibližují události ze života Panny Marie, při uzavření křídel pašijový cyklus.
- Oltář Vir Dolorum (oltář bolestného Vykupitele) – z let 1500–1510. V arše je umístěna plastika Vir Dolorum, na otevřených křídlech pašijový cyklus, na zavřených – Svatá Kateřina mezi učenci, Martyrium svaté Kateřiny a Stětí svaté Kateřiny.
- Oltář svatého Kříže – z let 1480–1490. V arše jsou umístěny plastiky Ukřižovaného, Panny Marie a sv. Jana, na otevřených křídlech dvanáct apoštolů, na zavřených cyklus o nalezení sv. kříže, na předělu v kruhovém orámování Veraikon.
- Oltář svatých Mikuláše, Erasma a Panny Marie – pochází z roku 1505. V arše jsou plastiky panny Marie, sv. Mikuláše a sv. Erasma, na otevřených křídlech výjevy ze života Panny Marie, na zavřených výjevy ze života sv. Mikuláše, sv. Erasma, sv. Vavřince a sv. Eligia.
- Oltář svaté Apoleny (také svaté Anny Mettercie) – je z období kolem roku 1485. V arše jsou umístěny plastiky Svatá Anna Samotřetí, Svatý Jiří a Svatá Apolena. Na oltářních křídlech nacházíme výjevy z mučení křesťanů, vraždění neviňátek, obrazy skupiny světců (sv. Bibiana, sv. Denis), sv. Žofii s dcerami.
- Oltář Piety (také Sedmibolestné Panny Marie) – vznikl v letech 1480–1490. V oltářní skříni uložené sousoší Sedmibolestné Matky Boží se synem v náručí pochází z let 1430–1440 a je zhotoveno z pískovce. Na oltářních křídlech jsou zobrazeny posmrtné obrazy Spasitele, Proměnění na hoře Tábor a legenda o sv. Roch a sv. Jana Almužníka.

Vedle Oltáře Piety visí na zdi obraz Probodnutí kopím pocházející z předchozího renesančního oltáře. Autorem obrazu je bardejovský malíř Peter Stockel.

### Vybavení interiéru
K vzácným středověkým sochařským pracím patří sousoší Golgoty z konce 15. století na trámu pod vítězným obloukem. Sousoší tvoří osm metrů vysoký kříž s téměř pětimetrovým rozpětím s dokonale anatomicky vypracovaným tělem ukřižovaného Krista a dvěma menšími kříži s přibitými postavami dvou lotrů. Pod Ježíšovým křížem jsou umístěny postavy Panny Marie a sv. Jana.
Vzácnou a umělecky hodnotnou prací je gotické kamenné pastoforium z roku 1465 s pozlacenými kovovými dvířky, dílo košického kamenického mistra Štefana. Precizně provedená kamenná věžovitá stavba se vyznačuje bohatě zdobenými motivy gotické architektury (fiály, krabi, kružby) a doplněna plastikami světců.
K dalším vzácným památkám chrámového mobiliáře patří plastika sv. Jiljí biskupa z roku 1466 (dílo mistra Jakuba), pocházející z bývalého gotického hlavního oltáře, korpus Krista z tzv. Malé kalvárie ze začátku 16. století, připisovaný Mistru Pavlovi z Levoče, pozdně bronzová křtitelnice z roku 1485, gotická stalla z 15. století, renesanční lavice ze 17. století s bohatou figurální řezbářskou výzdobou z dílny levočského řezbáře K. Kolmitze, gotické dveře z roku 1448, gotický kovový lustr z konce 15. století, několik pozdně, renesančních a barokních liturgických předmětů, pískovcové a mramorové náhrobní desky ze 16. a 17. století a další památky.
Po restauraci v roce 2019 byly v prostoru baziliky vystaveny původní, gotické dveře, které byly předtím ukryty v rámci renesančních dveří.

### Zvony

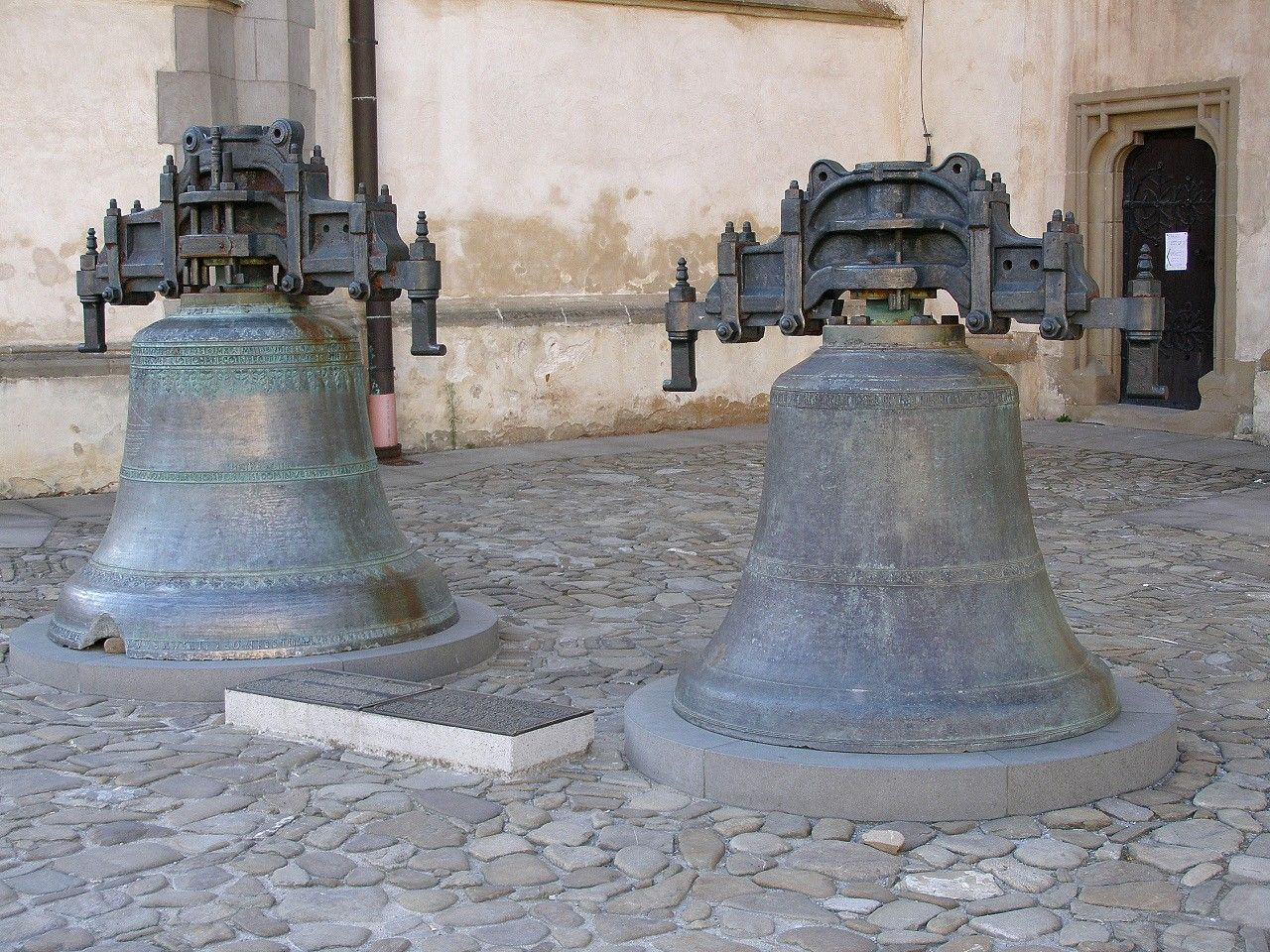
Staré zvony - Urban (vlevo) a Jan (vpravo)

Zvon Urban – původní zvon vznikl ze staršího materiálu v roce 1584 a zhotovil jej zvonař Jan z Tarnowa se svým synem Janem. V roce 1655 zvon pukl a neznámý zvonař ho přelil do původní podoby. Průměr zvonu je 162 cm, výška 165 cm a hmotnost 4000 kg.
Zvon Ján – gotický zvon v roce 1486 zhotovil mistr Ján Wagner ze Spišské Nové Vsi. Zvon má průměr 140 cm, výšku 120 cm a hmotnost 2200 kg. Pro potřeby chrámu sloužil do roku 1990.
Před vchodem do chrámu se nachází pozdně socha sv. Floriána, patrona hasičů, na podstavci, postavená na památku velkého požáru v roce 1774. Vpravo od ní jsou umístěny staré historické zvony Urban a Jan.

## Význam stavby
Chrám sv. Jiljí v Bardejově je jednou z nejcharakterističtějších dominant starobylého Bardejova. Tato pozdně stavba bohatostí architektonických tvarů i výtvarných prvků, rozměrností i uměleckou úrovní a vzácným chrámovým mobiliářem evokujícím původní středověký sakrální prostor patří mezi velmi důležité prvky dokumentující vývoj gotického stavitelství na Slovensku.
Pro všechny tyto vlastností byl Chrám svatého Jiljí 24. dubna 1970 prohlášen národní kulturní památkou. Jeho hodnotu jako významného duchovního místa vyzvedl i papež Jan Pavel II., Když 23. listopadu 2000 povýšil apoštolským breve (krátkým listem) chrám na Baziliku minor. Bazilika v erbu používá laň prostřelenou šípem představující atribut sv. Jiljí a zkřížené halapartny s korunou a lilií ze znaku města.
Chrám spolu s nedalekou historickou městskou radnicí tvoří dominanty centrálního městského náměstí a je velkým turistickým lákadlem pro návštěvníky tohoto hornošarišského města. I díky historicko-uměleckým hodnotám baziliky svatého Jiljí bylo město Bardejov v roce 2000 zapsáno do seznamu světového dědictví UNESCO.

## Knihovna
V chrámu sv. Jiljí vznikla v 13. století středověká knižní sbírka. Byla umístěna v pozdně gotické skříni (rozměrů 2,4 × 4,2 m); dnes se nachází v Maďarském národním muzeu v Budapešti). Knihovna se rozrůstala a v roce 1540 se stala knihovnou městskou. Po několika darech knih od měšťanů, největším přírůstkem bylo 141 knih, které po své smrti v roce 1639 zanechal městský rektor Gašpar Seifreid.